# Incunable

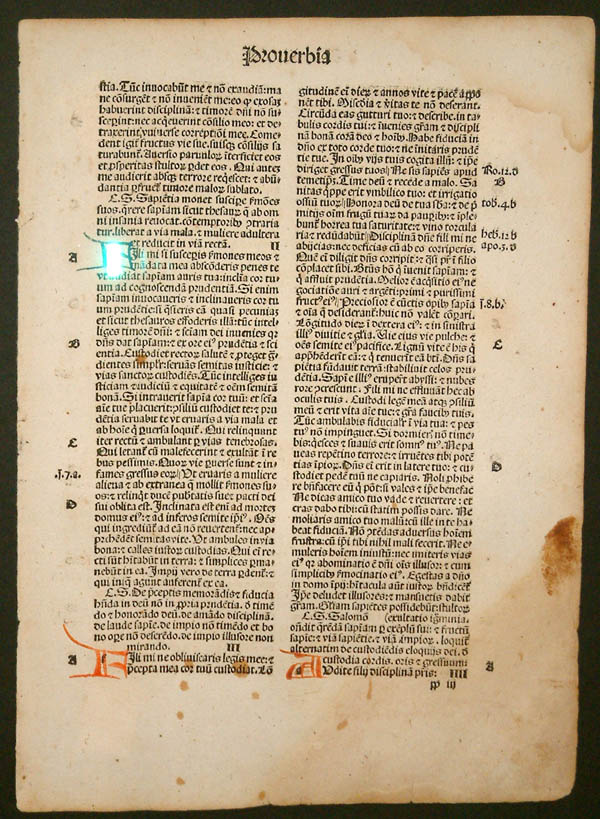
Página de una Biblia con escritura gótica impresa por J.R. Grueninger en 1497 (Estrasburgo)

El incunable (del latín incunabula, "en la cuna") es un libro impreso durante el siglo XV, en el inicio de la imprenta. Se atribuye dicho término a Hadrianus Junius, quien llamó a estos libros «prima artis [typographicae] incunabula» en 1588 en su obra póstuma Batavia,si bien, se consideró por mucho tiempo que el primer uso de este término lo había hecho Bernhard von Mallinckrodt, en su obra De ortu et progressu artis typographicae (Del nacimiento y progreso del arte tipográfico). Posiblemente fue Cornelis van Beughem quien popularizó el término gracias a su catálogo Incunabula typographiae (1688).
En este período la industria tipográfica todavía no se había especializado: el impresor era dueño y manipulador de la prensa, fundidor de tipos, fabricante del papel, encuadernador, editor, librero, artesano, artista y erudito. Algunos de ellos dejaban una «marca de agua» o filigrana en el papel que fabricaban, de esa manera sabemos quien la editó; pero hay muchos que carecían de firma y fecha. Hoy en día, estudios científicos que analizan los tipos de fundición utilizados, han ayudado a catalogar la mayoría de las ediciones existentes. Estas ediciones son documentos históricos que, por primera vez, pusieron la cultura al alcance de todos.
El término «incunable» hace referencia a la época en que los libros se hallaban «en su cuna», es decir, en la primera «infancia» de la técnica moderna de hacer libros a través de la imprenta. Así, son reconocidos como incunables los libros impresos entre 1453 (fecha de la invención de la imprenta moderna) y 1500, procedentes de unas 1200 imprentas, distribuidas entre 260 ciudades, con un lanzamiento aproximado de 35 000 obras distintas. 
A Johannes Gutenberg, de Maguncia, se le atribuye la invención de los caracteres móviles fundidos. Los primeros incunables salieron de su imprenta, y entre ellos destaca la Biblia de Gutenberg (1453-55), en latín, de 42 líneas. Durante los primeros treinta años, la imprenta se expandió por Europa occidental y comenzó a dividirse en diferentes actividades especializadas. Al principio, los libros no tenían portada, usaban caracteres basados en la escritura gótica y las palabras tenían numerosas abreviaturas, imitando a los códices. Pero ya en el mismo siglo fueron adoptándose otros tipos de letras, especialmente la redonda o romana, la veneciana o itálica y la cursiva, mucho más legibles que las primeras y que al fin prevalecieron sobre estas (salvo en Alemania) desde comienzos del siglo siguiente. Hacia finales del siglo XVI, se introdujo el tipo elzeviriano (del neerlandés Elzevir) más delgado que los anteriores y después siguieron otros caracteres de fantasía, hasta llegar a la gran variedad que hoy conocemos.

## Tipos de incunables
Antes de los tipos metálicos móviles, se usaban planchas de madera fija, que dieron lugar a los incunables xilográficos, entre los que destaca la Biblia Pauperum o Biblia de los pobres. Como se indica arriba, un incunable (del lat. incunabulum, cuna) es todo libro impreso de caracteres móviles, desde los orígenes del arte tipográfico hasta el año 1500 inclusive (31 de diciembre de 1500). El término latino aplicado a una categoría de libros, fue empleado primeramente por el bibliógrafo holandés Cornelis van Beughem (Cornelius a Beughem) en el repertorio que tituló Incunabula typographiae (Ámsterdam, 1688).
El primer libro español impreso que se conserva es el Sinodal de Aguilafuente, impreso por Juan Párix de Heidelberg (Johannes Parix) en 1472, que contiene actas de una reunión celebrada en Aguilafuente, Segovia. Incunables españoles de gran valor son la Biblia (impresa en valenciano en Valencia en 1478), Los doce trabajos de Hércules (originalmente escrita en valenciano con el título Los dotze treballs de Hèrcules) de Enrique de Villena (Zamora, 1483), Tirante el Blanco (originalmente escrita en valenciano, con el título Tirant lo Blanch) de Joanot Martorell (Valencia, 1490), Gramática de la lengua castellana de Antonio de Nebrija (Salamanca, 1492) y la primera edición de La Celestina de Fernando de Rojas, atribuido a Fadrique de Basilea en 1499, afamado impresor que trabajó en Burgos durante treinta años y que dejó tras de sí una importante estirpe de impresores en la ciudad.
Entre las ediciones más importantes de incunables, se encuentran las de Gutenberg, Nicolas Jensen, William Caxton y Aldo Manuzio.
Para conocer los incunables, principalmente aquellos que no tienen fecha, hay que fijarse en otras particularidades que los distinguen:
1. La falta de título en hoja separada al principio de la obra. Es hasta 1479 que se registra la impresión del título de la obra en una hoja sola, en las Epístolas de Cicerón y de Plinio, impresas en Venecia por los hermanos Juan y Vindelin de Spira; edición que les valió un privilegio por cinco años concedido por el Senado de Venecia.
2. La falta de letras iniciales, porque los impresores de esa época dejaban un hueco al principiar una obra o capítulo, que los iluminadores llenaban después, poniendo hermosas iniciales adornadas de arabescos de oro, plata y colores estos ornamentos eran generalmente finos y muy variados de color.
3. Las pocas divisiones que tenía el texto o contenido de la obra, pues la materia era corrida y compacta, sin títulos y sin separación de capítulo o párrafos.
4. La falta de signos de puntuación, porque se usaba tan solo los dos puntos y el punto final, este último a veces cuadrado, otras veces redondo y otras veces en forma de estrella.
5. La poca igualdad y grueso de los caracteres, defecto que se observa visiblemente en algunas ediciones.
6. La omisión de colofón, pues en las primeras ediciones se hizo abstracción de ellos en lo absoluto, a fin de no divulgar el nuevo invento de la imprenta y poder vender los ejemplares de esas ediciones como manuscritos.
7. La falta de paginación.
8. Generalmente los tipos son toscos, irregulares e imperfectos, con excepción de algunos impresores de renombre.
9. Al final de cada volumen, en el colofón, se colocan las notas tipográficas a semejanza de los manuscritos: Explicit liber qui dicitur…Aquí termina el libro que se llama…autor…impresor…año… mes…día....
10. Capítulos y párrafos unidos, sin sangría. Se utilizan signos llamados calderones para separar párrafos.

## Colecciones de incunables
El catálogo más importante de incunables es posiblemente el Gesamtkatalog der Wiegendrucke, iniciado en 1925.

### Europa y los Estados Unidos

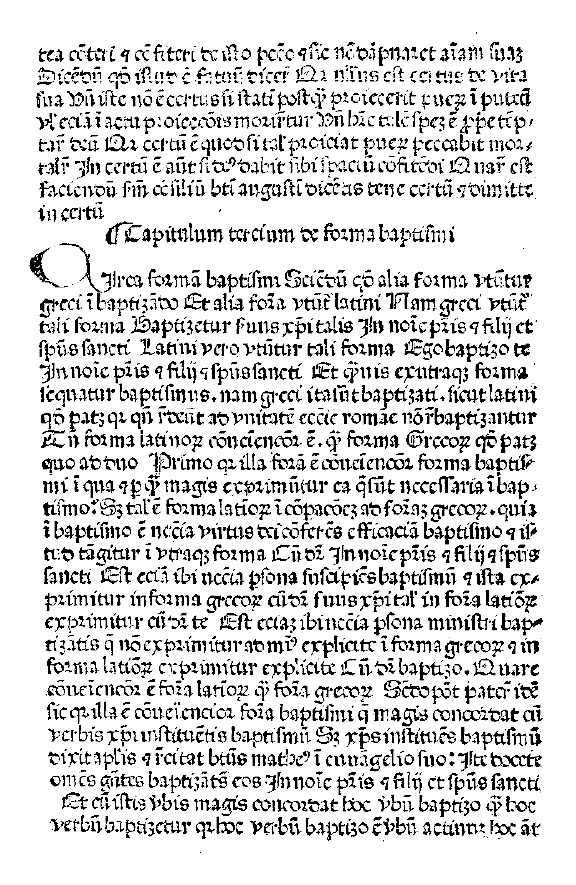
Guido de Monte Rogerio, Manipulus curatorum. Incunable impreso en Zaragoza por Mateo Flandro el 15 de octubre de 1475

Las mayores colecciones del mundo, con el número aproximado de incunables que poseen, están custodiadas en:
| Biblioteca                                    | Población              | País                           | Volúmenes  |
| --------------------------------------------- | ---------------------- | ------------------------------ | ---------- |
| Biblioteca Estatal de Baviera                 | Múnich                 | Bandera de Alemania            | 18 550     |
| Biblioteca Británica                          | Londres                | Bandera del Reino Unido        | 12 500     |
| Biblioteca Nacional de Francia                | París                  | Bandera de Francia             | 12 000     |
| Biblioteca Vaticana                           | Roma                   | Bandera de Ciudad del Vaticano | 8900       |
| Biblioteca Nacional de Austria                | Viena                  | Bandera de Austria             | 8000       |
| Biblioteca Nacional de Rusia                  | San Petersburgo        | Bandera de Rusia               | 7000       |
| Biblioteca del Lander de Stuttgart            | Stuttgart              | Bandera de Alemania            | 7000       |
| Biblioteca Huntington                         | San Marino, California | Bandera de Estados Unidos      | 5600       |
| Biblioteca del Congreso de Estados Unidos     | Washington             | Bandera de Estados Unidos      | 5600       |
| Biblioteca Bodleiana                          | Oxford                 | Bandera del Reino Unido        | 5500       |
| Biblioteca Estatal de Rusia                   | Moscú                  | Bandera de Rusia               | 5300       |
| Biblioteca Nacional de Nápoles                | Nápoles                | Bandera de Italia              | 4600       |
| Biblioteca de la Universidad de Cambridge     | Cambridge              | Bandera del Reino Unido        | 4600       |
| Biblioteca John Rylands                       | Mánchester             | Bandera del Reino Unido        | 4500       |
| Biblioteca Estatal                            | Berlín                 | Bandera de Alemania            | 4400       |
| Biblioteca de la Universidad Harvard          | Harvard                | Bandera de Estados Unidos      | 3600       |
| Biblioteca Estatal de Bamberg                 | Bamberg                | Bandera de Alemania            | 3550       |
| Biblioteca Nacional de España                 | Madrid                 | Bandera de España              | 3300       |
| Biblioteca de la Universidad Yale             | New Haven              | Bandera de Estados Unidos      | 3100 y 425 |
| Biblioteca Estatal y Universitaria de Gotinga | Gotinga                | Bandera de Alemania            | 3090       |
| Biblioteca de la Universidad de Salamanca     | Salamanca              | Bandera de España              | 2800       |
| Koninklijke Biblioteek                        | La Haya                | Bandera de los Países Bajos    | 2000       |
| Stiftsbibliothek St. Gallen                   | San Galo               | Bandera de Suiza               | 1650       |
| Biblioteca Colombina                          | Sevilla                | Bandera de España              | 1300       |
| Biblioteca Universitaria de Illinois          | Urbana-Champaign       | Bandera de Estados Unidos      | 1130       |

### América Latina

Lugares de imprenta en el

La siguiente es una lista de instituciones latinoamericanas que cuentan con colecciones de 'incunables universales', es decir, impresos realizados entre 1450 y 1500. No se incluye en la lista los post-incunables (1501-ca. 1530) o los llamados popularmente 'incunables americanos', es decir, los primeros impresos realizados en el continente americano, que siempre serían posteriores a 1501.
| Biblioteca                                                                          | Población          | País                   | Volúmenes  |
| ----------------------------------------------------------------------------------- | ------------------ | ---------------------- | ---------- |
| Biblioteca Nacional de México                                                       | Ciudad de México   | Bandera de México      | 169        |
| Biblioteca Nacional de Brasil                                                       | Río de Janeiro     | Bandera de Brasil      | 150        |
| Biblioteca Nacional del Perú                                                        | Lima               | Bandera de Perú        | 17         |
| Biblioteca Nacional de Colombia                                                     | Bogotá             | Bandera de Colombia    | 50         |
| Biblioteca Luis Ángel Arango                                                        | Bogotá             | Bandera de Colombia    | 37         |
| Biblioteca Mayor de la Universidad Nacional de Córdoba                              | Córdoba            | Bandera de Argentina   | 29         |
| Biblioteca Nacional de Chile                                                        | Santiago           | Bandera de Chile       | 29         |
| Biblioteca Nacional de Argentina                                                    | Buenos Aires       | Bandera de Argentina   | 21         |
| Biblioteca Histórica José María Lafragua de la BUAP                                 | Puebla             | Bandera de México      | 17         |
| Archivo Histórico del Colegio Mayor de Nuestra Señora del Rosario                   | Bogotá             | Bandera de Colombia    | 13         |
| Biblioteca Francisco de Burgoa                                                      | Oaxaca             | Bandera de México      | 12         |
| Biblioteca del Seminario Mayor de San José                                          | Bogotá             | Bandera de Colombia    | 8          |
| Biblioteca Palafoxiana                                                              | Puebla             | Bandera de México      | 9          |
| Biblioteca Cervantina del Tecnológico de Monterrey                                  | Monterrey          | Bandera de México      | 7          |
| Biblioteca Pública de la Universidad Michoacana de San Nicolás de Hidalgo           | Morelia            | Bandera de México      | 7          |
| Biblioteca Nacional de Venezuela                                                    | Caracas            | Bandera de Venezuela   | 5          |
| Biblioteca México José Vasconcelos                                                  | Ciudad de México   | Bandera de México      | 5          |
| Biblioteca General Ramón de Zubiría de la Universidad de los Andes                  | Bogotá             | Bandera de Colombia    | 5          |
| Biblioteca de la Universidad de Guadalajara                                         | Guadalajara        | Bandera de México      | 4          |
| Biblioteca del Instituto Nacional «Don Juan Nepomuceno Espejo»                      | Santiago de Chile  | Bandera de Chile       | 3          |
| Biblioteca General de la Pontificia Universidad Javeriana                           | Bogotá             | Bandera de Colombia    | 12         |
| Biblioteca Central Luis David Cruz Ocampo de la Universidad de Concepción           | Concepción         | Bandera de Chile       | 2          |
| Biblioteca Pública Julio Pérez Ferrero                                              | Cúcuta             | Bandera de Colombia    | 1          |
| Museo Luis Alberto Acuña                                                            | Villa de Leyva     | Bandera de Colombia    | 1          |
| Biblioteca Pública de la Universidad Autónoma de San Luis Potosí                    | San Luis de Potosí | Bandera de México      | 1          |
| Biblioteca de la Abadía Benedictina de la Santísima Trinidad de las Condes          | Santiago de Chile  | Bandera de Chile       | al menos 1 |
| Biblioteca de San Buenaventura Cali                                                 | Santiago de Cali   | Bandera de Colombia    | al menos 1 |
| Seminario Nacional de Nuestra Señora de los Ángeles                                 | San José           | Bandera de Costa Rica  | 1          |
| Biblioteca Nacional de El Salvador «Francisco Gavidia» en la Colección Lambruschini | San Salvador       | Bandera de El Salvador | al menos 1 |
| Biblioteca Nacional de Uruguay                                                      | Montevideo         | Bandera de Uruguay     | 7          |
| Biblioteca de la Universidad de Montevideo                                          | Montevideo         | Bandera de Uruguay     | 1          |
| Colegio de Jalisco                                                                  | Jalisco            | Bandera de México      | 2          |
| Biblioteca Eduardo Budge, de la Pontificia Universidad Católica de Valparaíso       | Valparaíso         | Bandera de Chile       | 1          |

## Diagramas

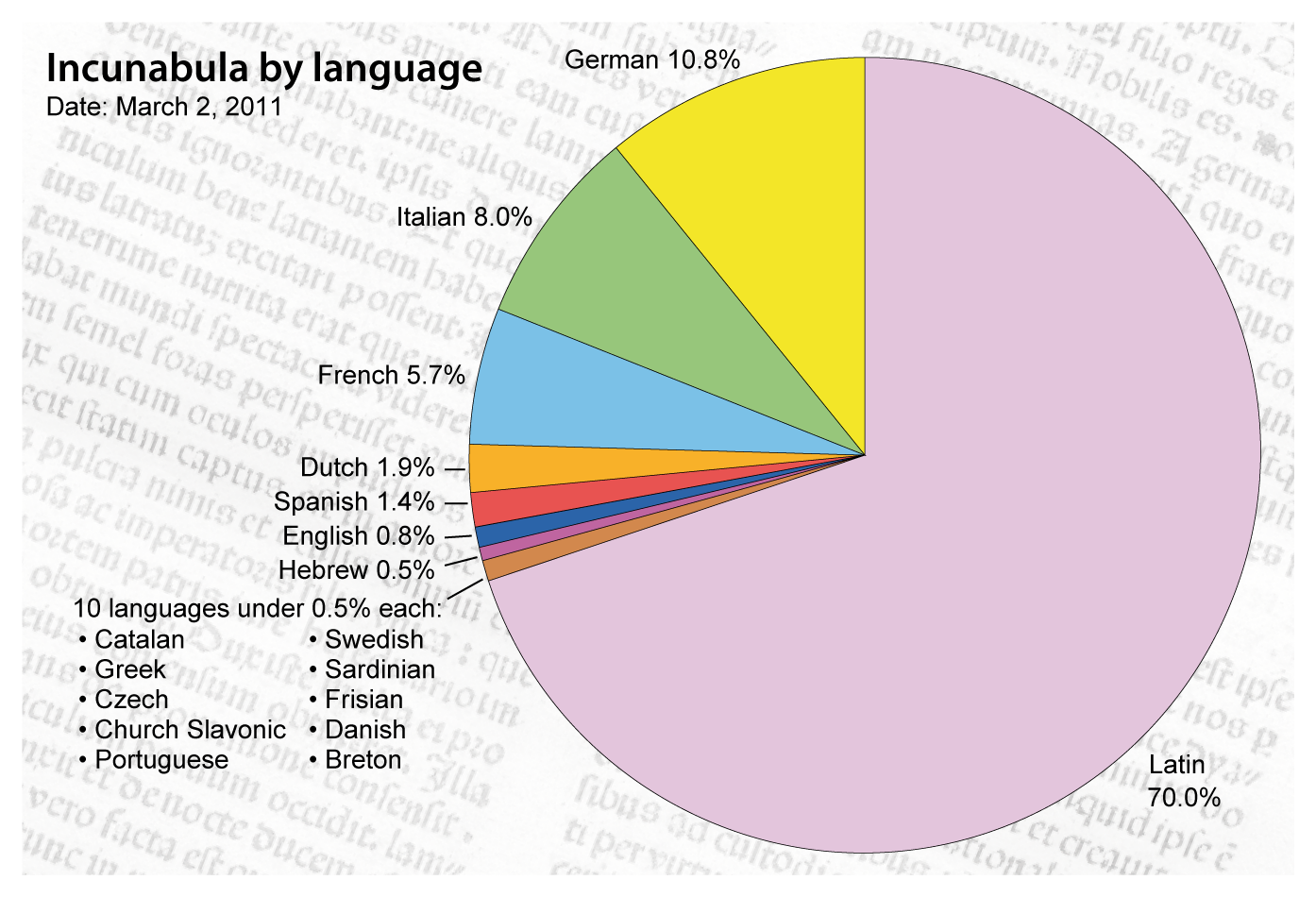
Distribución por idioma
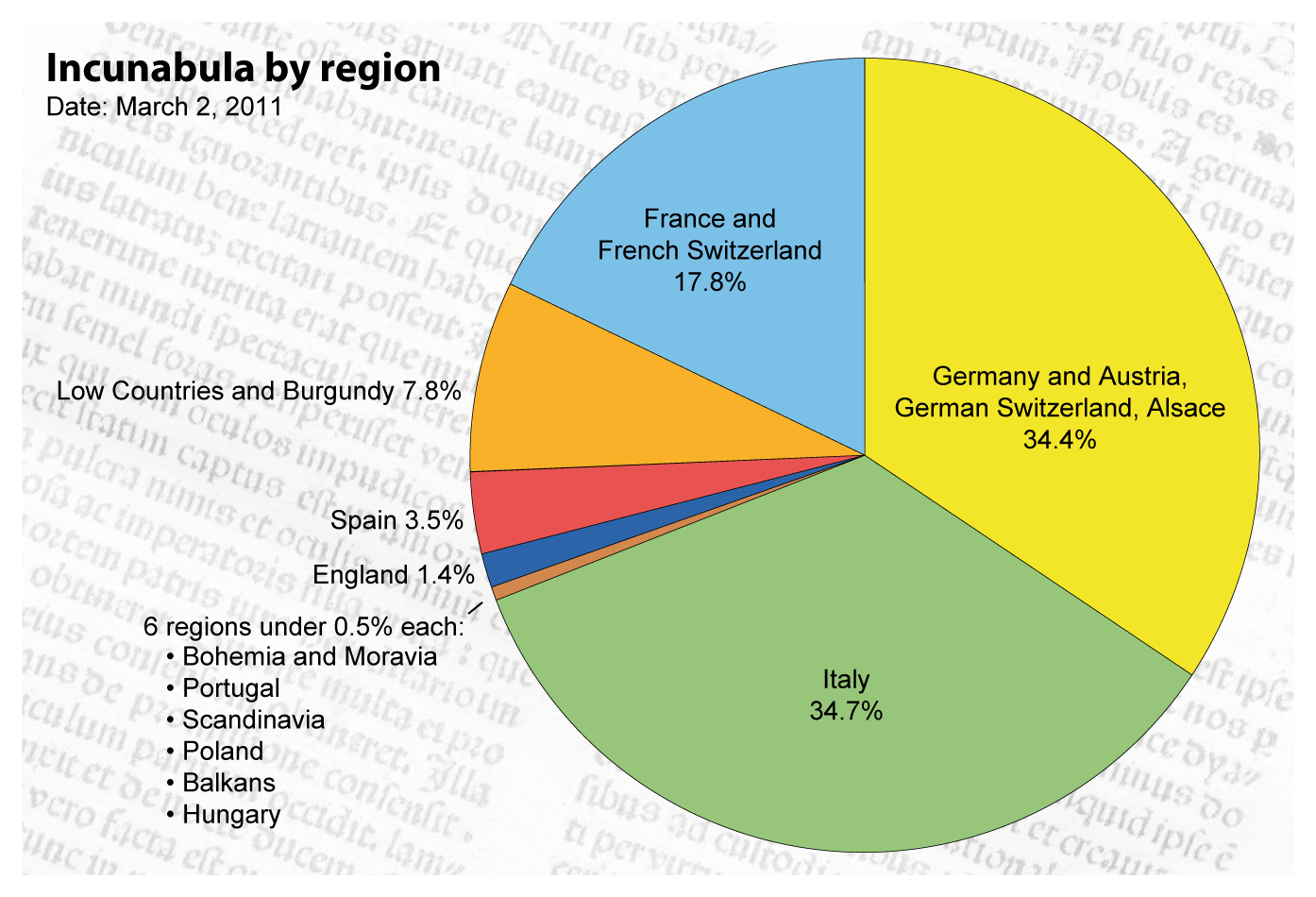
Distribución por región